# Augustin Vancea
Augustin Vancea (n. 19 decembrie 1892, Parhida, Bihor – d. 3 august 1973, Cluj) a fost un geolog român, membru corespondent (1963) al Academiei Române. S-a remarcat în domeniul cercetării și exploatării gazului metan.
Întreaga sa carieră a cercetat depozitele neozoice din Transilvania, spre a elucida succesiunea etajelor stratigrafice din bazinul colinar al Târnavelor și de a pune în valoare noi resurse gazeifere. Locul său de muncă a fost la Mediaș, în Centrala Gazului Metan. Aici a avut la dispoziție atât materia primă de cercetare, cât și tehnologia necesară pentru cercetări. În studiul său "Cercetări geologice în regiunea Grebeniș-Dobra", Vancea face o caracterizare geologică detaliată atât a elementelor de suprafață cât și a depozitelor de adâncime, a domurilor gazeifere de la Grebeniș și Dobra.
Augustin Vancea a studiat depozite de adâncime și de mare adâncime, prin foraje ce depășeau 790 m. În intervalul 1.600 m - 2.293 m a studiat o zonă marnoasă cu mai multe intercalații de nisipuri subțiri, cu unele strate de sare macrocristaline, albă sau cenușie. O altă lucrare a sa este "Limita miocen-pliocen în bazinul Transilvaniei".
Împreună cu L. Ungureanu, A. Vancea este autorul lucrării "Asupra corelării depozitelor mio-pliocene din Bazinul Transilvaniei pe bază de microfaună". Prin această lucrare, pune bazele corelațiilor faciesurilor de aceeași vârstă geologică de pe o mare suprafață sedimentară, cu dovezi de sondă, cu similitudini fosiliere și structurale.  
Principalelele studii geologice ale lui Augustin Vancea sunt grupate in cunoscuta lucrare "Neogenul din Bazinul Transilvaniei", cu importanță în cercetarea și cunoasterea stratigrafiei și tectonicii depresiunii colinare a Transilvaniei.